# Dražanovac

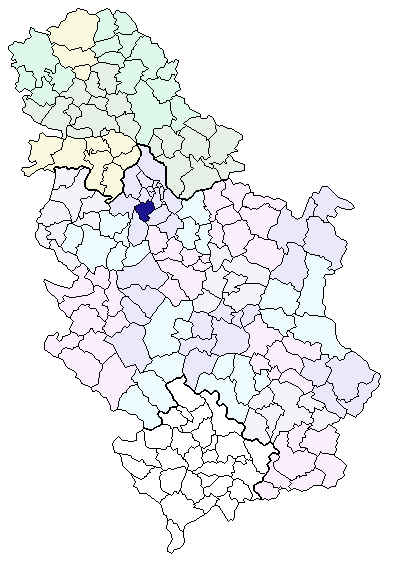
Situation de la municipalité de Barajevo en Serbie

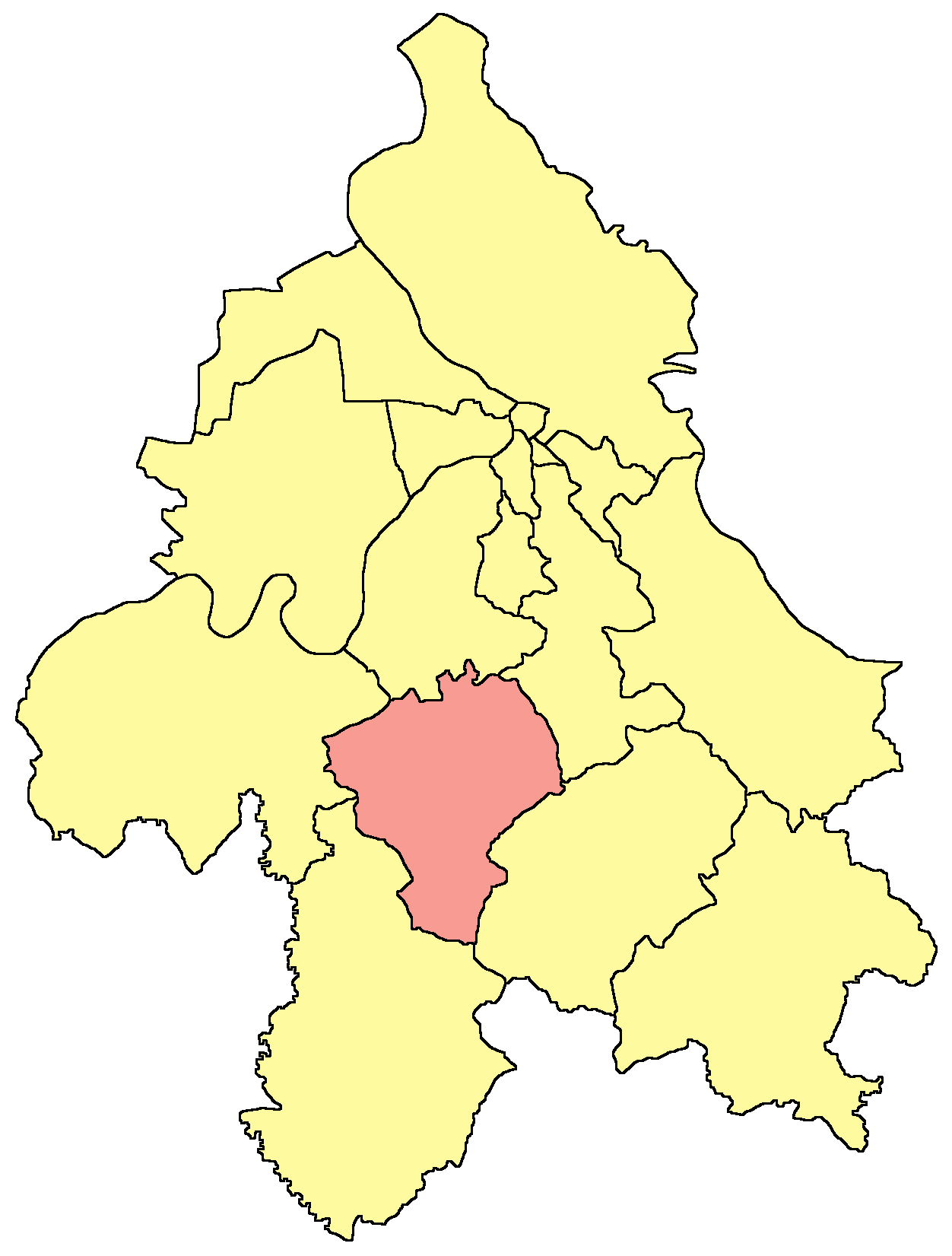
Situation de la municipalité de Barajevo dans le district de Belgrade

Dražanovac, en serbe cyrillique Дражановац, est un village de Serbie situé dans la municipalité de Barajevo, district de Belgrade.

Dražanovac est situé dans les faubourgs de Belgrade.